# Goianápolis
Goianápolis é um município brasileiro do estado de Goiás. A população, estimada pelo Instituto Brasileiro de Geografia e Estatística em 2018 é de 11 239 habitantes.
O município é conhecido como a capital goiana do tomate e também é conhecida por ser a cidade onde nasceram Leandro e Leonardo, cantores de música sertaneja.

## Origem do nome
O topônimo Goianápolis é derivado de sua localização geográfica entre os municípios de Goiânia e Anápolis.

## História
Goianápolis teve como fundador Joaquim Soares da Silva, que construiu a igreja católica apostólica romana, o Grupo Escolar Joaquim Soares da Silva que hoje tem Ensino Fundamental 2, edificou as primeiras obras da então "Corrutela da Linguiça", cognome pejorativo utilizado para identificar o patrimônio localizado às margens da BR-153, que liga Goiânia a Anápolis. Sua emancipação ocorreu em 14 de novembro de 1958.

## Transportes
A rodovia que dá acesso ao município é a GO-415, através do trecho concomitante das rodovias BR-060 e BR-153, e também através da GO-010, coincidente a BR-457, que possui um entroncamento com a GO-415 em Senador Canedo.

## Geografia
O município de Goianápolis está situado na Região Metropolitana de Goiânia, e faz divisa com os seguintes municípios:
- Anápolis
- Bonfinópolis
- Goiânia
- Leopoldo de Bulhões
- Terezópolis de Goiás

Sua população estimada em 2018 era de 11 239 habitantes.

## Cultura
A Festa do Tomate é uma tradição da cidade de Goianápolis, já que o município é considerado um dos maiores produtores de tomate do Brasil. Durante seis dias do mês de julho, no Parque de Exposições, ocorre este evento com shows e a escolha da Rainha do Tomate.

## Filhos ilustres
- Ver Biografias de goianapolinos notórios